# Elementarmagnet
Als Elementarmagnet wird in einem magnetisierbaren Material die Einheit bezeichnet, die einen magnetischen Dipol feststehender Größe, aber variabler Richtung besitzt. Sind alle Richtungen gleich häufig, so heben sich die Magnetfelder aller Elementarmagnete insgesamt auf und der Körper erscheint unmagnetisch. Sind die Elementarmagnete dagegen bevorzugt längs einer Richtung ausgerichtet, so bildet die Summe ihrer Magnetfelder ein außen messbares Magnetfeld und der Körper ist magnetisiert.
- Ursache der Magnetisierung kann ein vorhandenes äußeres Magnetfeld sein, zu dem sich die vorher ungeordneten Elementarmagnete bevorzugt parallel stellen und als Folge das äußere Feld verstärken (Paramagnetismus).
- Sind die Elementarmagnete auch ohne äußeres Feld bevorzugt zueinander parallel eingestellt, so ergibt sich in kleinen Bereichen des Körpers (Domänen oder weisssche Bezirke) spontan eine vollständige Ausrichtung mit entsprechend stärkerer Reaktion auf ein äußeres Magnetfeld; ein solcher Körper heißt Ferromagnet. Bei Ferromagneten bleibt die Magnetisierung nach Abschalten des äußeren Feldes als remanente Magnetisierung zum Teil erhalten. Diese kann z. B. durch Erwärmung über die Curie-Temperatur oder durch mechanische Belastung (Erschütterung) verlorengehen. Die Ausrichtung der Elementarmagnete in ferromagnetischen Materialien kann viele Gründe haben; meist spielt die Austauschwechselwirkung zwischen benachbarten Atomen eine entscheidende Rolle.
- Nicht durch Elementarmagnete wird der Diamagnetismus verursacht, der bei Anlegen eines äußeren Magnetfelds in allen Materialien auftritt und das äußere Feld abschwächt. Dieser Effekt ist so geringfügig, dass er bei Vorhandensein von Elementarmagneten meist unbeachtet bleiben kann.

Bei paramagnetischen und diamagnetischen Materialien ist die Ausrichtung proportional zum äußeren magnetischen Feld und verschwindet, sobald dieses abgeschaltet wird. Die Stärke der durch die Ausrichtung erzeugten Magnetisierung wird durch die Magnetische Suszeptibilität beschrieben.
Die stärksten Elementarmagnete werden durch solche Atomhüllen gebildet, die einen bestimmten, von Null verschiedenen Drehimpuls und damit ein magnetisches Moment besitzen. Etwa 1000fach schwächer wirken die Atomkerne, wenn sie einen Kernspin haben. In metallischen Festkörpern sind wegen des Elektronenspins auch die Leitungselektronen als Elementarmagneten zu betrachten, die sich wegen des Pauli-Prinzips aber nur sehr schwach ausrichten lassen. In vielen Festkörpern existieren keine bemerkbaren Elementarmagnete.

## Technische Bedeutung
Das Verständnis des Verhaltens von Elementarmagneten spielt vor allem für die Datenspeicherung eine große Rolle: Festplatten speichern Daten in Form von verschieden ausgerichteten ferromagnetischen Domänen. Um die Speicherkapazität bei fortschreitender Miniaturisierung weiter zu erhöhen, ist es nötig, die Größe dieser Domänen auf immer weniger Elementarmagnete zu reduzieren. Bei einer 2010 erreichten Speicherdichte von etwa 1011 Bit/cm2 benötigt 1 Bit eine Fläche von etwa 15×80 nm2 und umfasst einige 104 Atome.